# Tadeusz Maliszewski (dziennikarz)

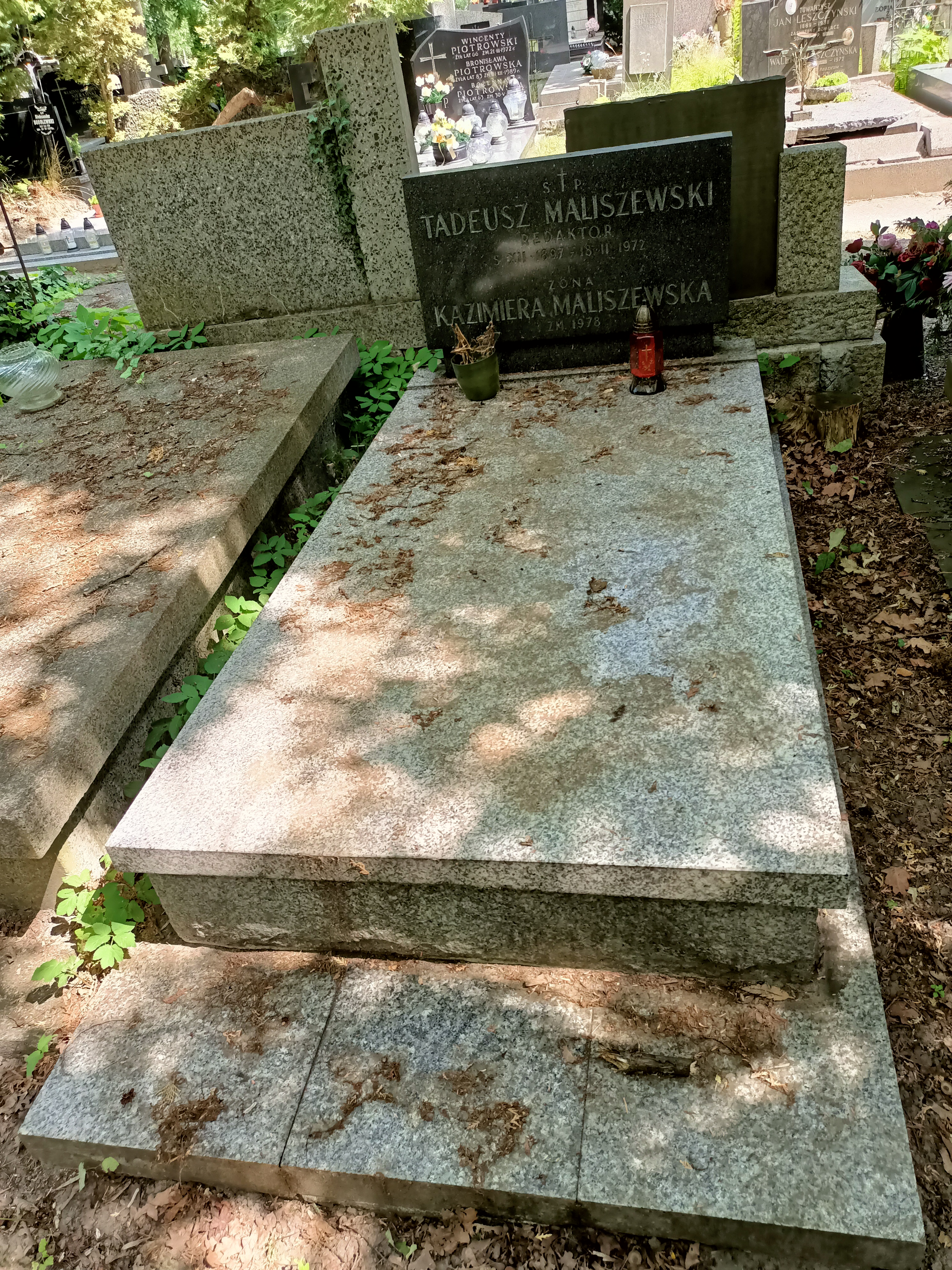
Grób Tadeusza Maliszewskiego na Cmentarzu Wojskowym na Powązkach

Tadeusz Maliszewski, pierwotnie Narcyz Suessermann (ur. 5 grudnia 1897 w Zbarażu, zm. 18 lutego 1972 w Warszawie) – polski dziennikarz sportowy żydowskiego pochodzenia, redaktor naczelny Przeglądu Sportowego (1945-1950).

## Życiorys
Młodość spędził w Tarnopolu, Lwowie i od 1914 w Wiedniu, gdzie w 1917 ukończył gimnazjum i następnie został powołany do wojska. Służył w jednostce pomocniczej na terenie Albanii. Po zakończeniu I wojny światowej powrócił do Wiednia, od 1921 mieszkał w Berlinie, gdzie został korespondentem polskiej prasy sportowej.
W latach 1923-1935 kierował działem sportowym lwowskiej Gazety Porannej, w 1924 należał do założycieli Lwowskiego Koła Dziennikarzy Sportowych. Od 1925 współpracował z Przeglądem Sportowym, w 1935 został członkiem redakcji tego pisma. Po wybuchu II wojny światowej zamieszkał we Lwowie, od 1942 mieszkał w Warszawie, zaczął się wówczas posługiwać nazwiskiem Tadeusz Maliszewski (przyjętym po ślubie z ukrywającą go żoną - Kazimierą Maliszewską). Od marca 1945 pracował w prasie łódzkiej, kolejno w Robotniku, Kurierze Popularnym i Expressie Ilustrowanym. W lipcu 1945 został redaktorem naczelnym reaktywowanego Przeglądu Sportowego. Z funkcji tej został zwolniony w maju 1950. W latach 1950–1952 pracował w Państwowym Biurze Podróży Orbis oraz w wydziale propagandy Zarządu Głównego PTTK. W latach 1953–1968 kierował warszawskim biurem katowickiego Sportu, równocześnie w latach 1956-1958 był redaktorem naczelnym tygodnika TO-TO.
W 1966 opublikował z Mieczysławem Szymkowiakiem książkę Na stadionach piłkarskich.
W 1956 kierował sekcją sportową Stowarzyszenia Dziennikarzy Polskich. We wrześniu 1956 wszedł w skład prezydium Sekcji Piłki Nożnej Głównego Komitetu Kultury Fizycznej, w grudniu tegoż roku został członkiem tymczasowego zarządu reaktywowanego Polskiego Związku Piłki Nożnej i pełnił w nim funkcję referenta ds. zagranicznych, od lutego 1957 do lutego 1959 był członkiem zarządu PZPN (z tą samą funkcją).
W 1961 otrzymał nagrodę dziennikarzy sportowych Złote Pióro, w 1967 został odznaczony Krzyżem Kawalerskim Orderu Odrodzenia Polski. Pochowany na Powązkach Wojskowych (kwatera B17-6-25).